# Daoxiao mian
Les daoxiao mian (chinois simplifié : 刀削面 ; chinois traditionnel : 刀削麵 ; pinyin : dāoxiāomiàn ; litt. « nouilles coupées au couteau »), sont une spécialité de la cuisine du Shanxi, dans le nord-ouest de la Chine, où une boule de pâte, tenue à la main, est coupée au couteau, projetant les lambeaux de pâte dans le bouillon qui les cuit.

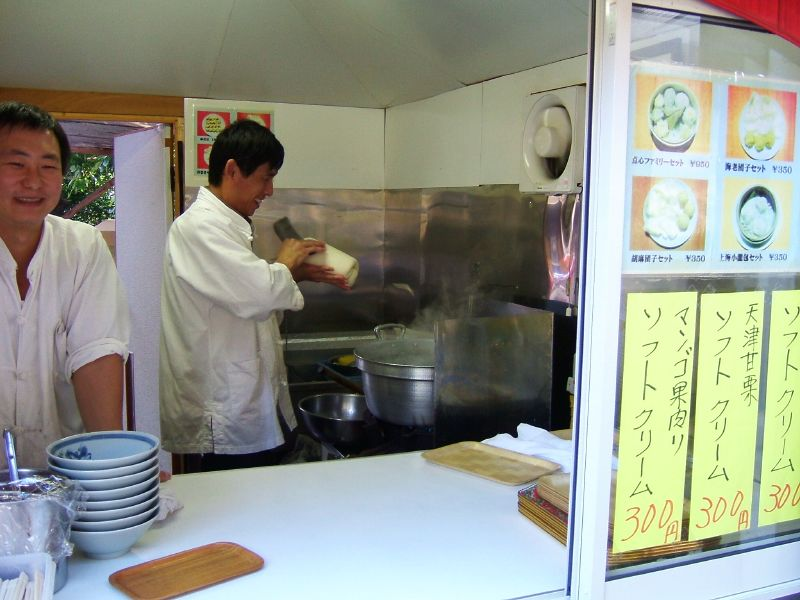
Technique de la découpe des daoxiao mian.